# Martin-Luther-King-Kirche (Berlin)
Die evangelische Martin-Luther-King-Kirche (MLK) gehört zur Kirchengemeinde im Berliner Ortsteil Gropiusstadt. Sie ist Teil eines Bauensembles, zu dem das Gotteshaus mit freistehendem Glockenturm (Campanile), ein Gemeindehaus mit zahlreichen Einzelräumen und eine Kindertagesstätte gehören. Der gesamte kirchliche Baukomplex wurde nach Plänen des Architekten Karl Otto im Ortsteil Berlin-Gropiusstadt errichtet und im Frühjahr 1968 eingeweiht. Der Gemeindehausüberbau und die Aufstockung der Kindertagesstätte erfolgten später. Der von der Gemeinde gewählte Name ehrt den im Jahr 1968 umgebrachten US-amerikanischen Friedensnobelpreisträger und Bürgerrechtler Martin Luther King. Die MLK bildete zunächst mit der evangelischen Kirchengemeinde Gropiusstadt-Süd eine Kirchenregion mit einem gemeinsamen Gemeindekirchenrat und vernetzten Arbeitsbereichen. Beide Einzelgemeinden sind im Jahr 2017 zur Kirchengemeinde in der Gropiusstadt fusioniert. Als Kirchengemeinde im Berliner Kirchenkreis Neukölln ist sie Teil des Pfarrsprengels Gropiusstadt-Dreienigkeit und gehört landeskirchlich zur Evangelische Kirche Berlin-Brandenburg-schlesische Oberlausitz (EKBO).

## Lage und Verkehrsanbindung
Die Gebäude stehen auf einer etwa 10.000 m² großen gemeindeeigenen Fläche, die im Norden begrenzt wird von den Gropius Passagen, östlich von einigen Wohnbauten (Anna-Siemsen-Weg), südlich und westlich von einer öffentlichen Parkanlage und vom Martin-Luther-King-Weg. Vor dem Erweiterungsbau des Einkaufszentrums trug die MLK die Adresse Johannisthaler Chaussee 329 und war auch von dort aus über einen eigenen Zufahrtsweg erreichbar. Der Bauplan der Gropiuspassagen in den 1990er Jahren sah jedoch einen Anschluss an den U-Bahnhof vor, was durch einen Grundstückstausch mit der Gemeinde auch erreicht wurde. Der Martin-Luther-King-Weg ist als Zufahrtsstraße nun über den Kirschnerweg erreichbar. Die Gemeinde befindet sich im Bezirk Neukölln, Ortsteil Buckow, in der nach dem Architekten Walter Gropius benannten Gropiusstadt und kann mit der U-Bahn-Linie U7, Station Johannisthaler Chaussee, mit dem Metrobus M11 oder mit den Linienbussen 172 und 736 erreicht werden. Die Zuwege und Gemeindeeingänge sind barrierefrei gestaltet.

## Geschichte
Als die Berliner Wohngroßsiedlung Gropiusstadt ab Anfang der 1960er Jahre errichtet wurde, kamen mehr als 40.000 Bewohner in dieses Gebiet. Die Pläne des Chefarchitekten Walter Gropius und seines Chicagoer Büros TAC sahen in dem neuen Wohnviertel zunächst kein Gotteshaus vor. Die zahlreichen Christen unter den neuen Einwohnern gründeten bald eine eigene evangelische Kirchengemeinde, um sich und den zugezogenen Mietern eine kirchliche Heimat zu schaffen. Sie errichteten sich als Ort für Gottesdienste im Jahr 1964 eine Baracke an der Stelle der späteren Kirche; ein eigenes Kirchengebäude sollte jedoch bald errichtet werden. Die Gemeinde erhielt von der Kirchengemeinde Alt-Buckow ein großes Baugrundstück geschenkt und gewann mit dem Direktor der Berliner Kunsthochschule Karl Otto einen renommierten Architekten für ihre Wünsche und Pläne. 1966 konnte der Grundstein für die „Evangelische Kirchengemeinde der Großraumsiedlung Berlin Britz–Buckow–Rudow“ (BBR) gelegt werden.
Die Ermordung des amerikanischen Friedensnobelpreisträgers, des Baptistenpfarrers und Bürgerrechtlers Martin Luther King war der Anlass, den Ehrennamen dieses Mannes für die neue Kirchengemeinde zu beantragen. Der Gemeindekirchenrat genehmigte in Verbindung mit der Kirchweihe am 25. April 1968 den neuen Namen, obwohl ein anderer Gemeindename längst in der engeren Wahl war. Die Ergriffenheit und der starke Eindruck, den Martin Luther King bei seinem Besuch in Berlin unmittelbar zuvor hinterlassen hatten, waren so stark, dass diese Wahl getroffen wurde. Die Einweihung des Komplexes erfolgte durch den damaligen Bischof von West-Berlin, Kurt Scharf, in Anwesenheit von Kirchenoberen, Politikern, des Architekten und zahlreichen Gemeindemitgliedern.
Die Architektin Esther Braun lieferte später die Baupläne für einen zweigeschossigen Kirchenpavillon-Anbau und ein Ersatzgebäude für die ehemalige Garagenanlage am neuen Zugang zur Gemeinde. Der Pavillon, bestehend aus Glas und Holz, schuf eine bessere Öffnung des Areals zum Eingangsbereich, dem neu errichteten Stadtplatz. Die Nutzung dieses Neubaus als weiterer Gemeinderaum wurde ergänzt durch die Aufnahme der Familien- und Kinder-Bücherei Lesezeichen in diesen Komplex, die durch die Schließung des kirchlichen Begegnungszentrums Haus der Mitte unweit der Gemeinde heimatlos geworden war.
Seit einer Gemeindefusion mit der ehemaligen Nachbargemeinde Gropiusstadt-Süd gehört die Martin-Luther-King-Kirche zur Kirchengemeinde in der Gropiusstadt und gibt einem der beiden Gemeindestandorte seinen Namen.

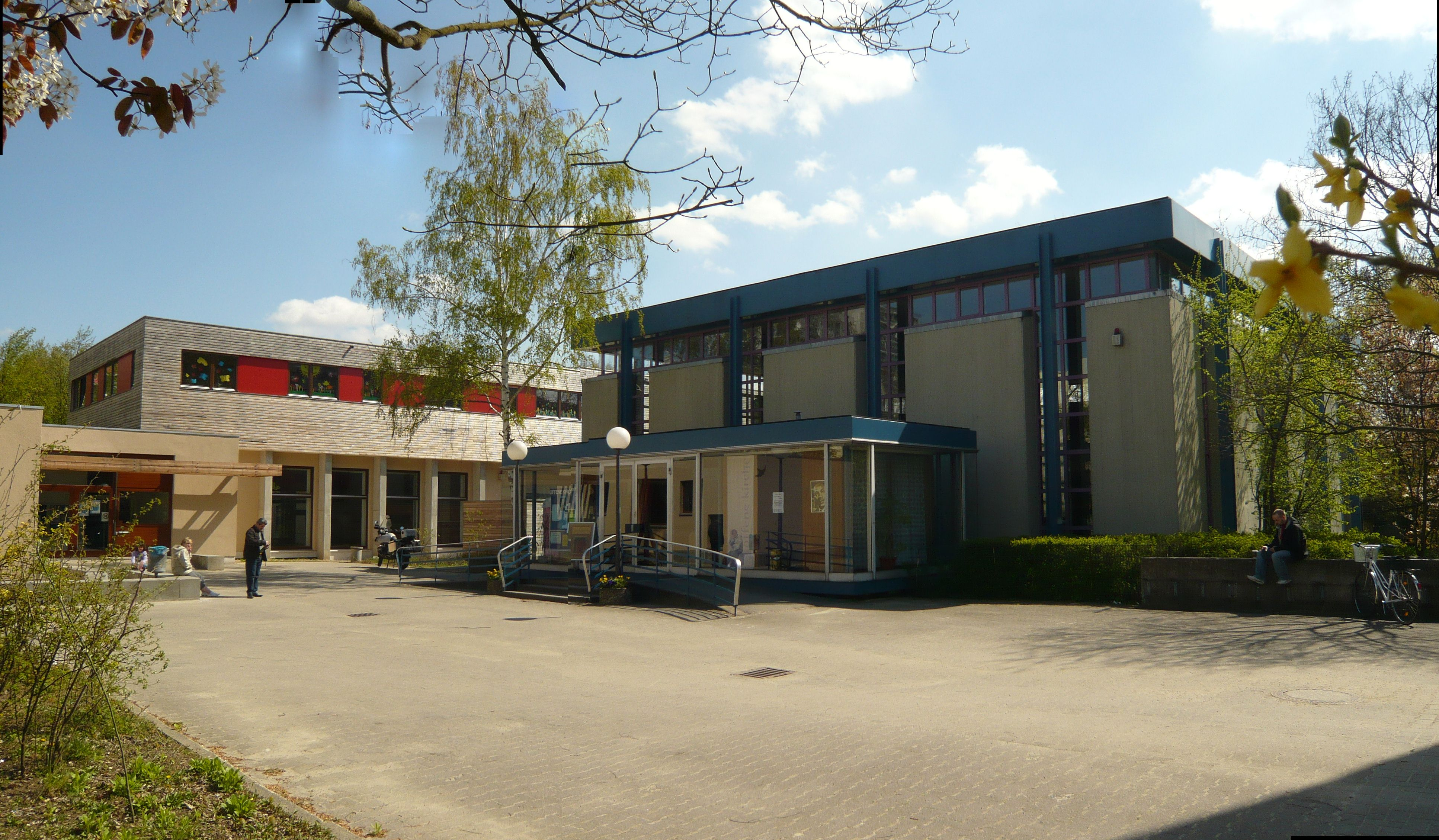
Dienstgebäude und Kirche

## Die Gebäude
Alle im ursprünglichen Komplex geplanten Gemeindebauten bestehen aus den drei Grundelementen Stahlskelett, Stahlbetonwandfelder und Fensterbänder, die der Architekt nach amerikanischen Erfahrungen entwickeln ließ („System Brockhouse“) und für seine Bauten bevorzugte.

### Architektur des Gotteshauses
Karl Otto entwarf einen äußerlich schlichten Beton-Glas-Baukörper in Quaderform aus den oben genannten standardisierten Bauelementen. Das Kirchengebäude besitzt einen quadratischen Grundriss mit den Seitenlängen von 23 Metern erweitert durch ein Eingangsfoyer, das zusätzlich die Sakristei beherbergt. Der benachbarte freistehende Glockenturm hat ebenfalls eine quadratische Grundfläche von 3,5 m × 3,5 m. Gotteshaus und Turm sind in gleichmäßige Längen- und Höhenraster aufgeteilt, die durch die außen sichtbaren blau lackierten Stahlträger der Baukörper noch betont werden. Am Kirchengebäude lassen senkrecht hinter den Stützsäulen und waagerecht unter der Dachtraufe gereihte kleine helle nicht farbige Glasfenster das Tageslicht in das Innere des Kirchenraumes. Materialien für die Baukörper sind helle Betonplatten und Stahl. Die Gebäudeecken sind ebenfalls mit Fensterbändern ausgeführt.

### Innenausstattung des Gotteshauses

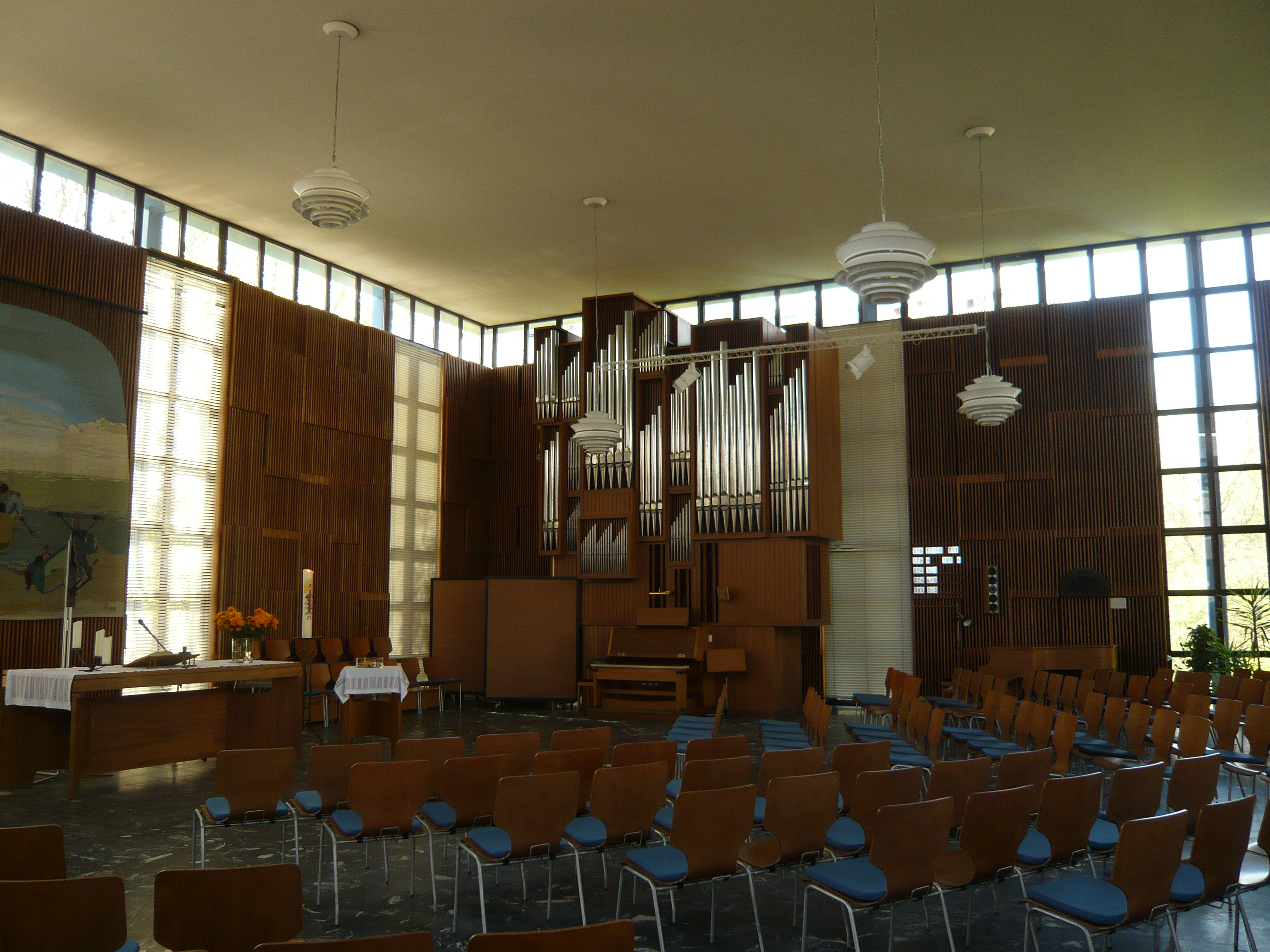
Kirchenhauptraum

Die Wandflächen im Inneren sind mit naturfarbenen gebeizten Holztafeln verkleidet, die eine angenehme warme Ausstrahlung auf die Besucher ausüben, außerdem dienen sie der Wandisolierung. Auch der hölzerne Altar ist im gleichen Farbton gehalten und fügt sich so optimal in den Kircheninnenraum ein.
Das von Christa Franke (Künstlersignatur: Popp) gewebte bogenförmige Altarbild stellt die biblische Geschichte der Fischer am See Genezareth dar. Es wurde direkt im Kirchenraum manuell gefertigt, durch Spendengelder finanziert und war im Jahr 1978 vollendet. Es symbolisiert die Gleichheit aller Menschen vor Gott, egal welcher Hautfarbe und Herkunft und ermutigt zum friedlichen Zusammenleben. Vergleichsweise bescheiden wirkt das hinter dem Altartisch platzierte schlichte Kruzifix vor dem etwa 2,50 Meter hohen Altarbild. Es stammt aus der Werkstatt des Künstlers Waldemar Otto.
Der gesamte Raum ist stützenfrei und kann mit variabler Bestuhlung der jeweiligen Nutzung angepasst werden; insgesamt bietet er bis zu 400 Sitzplätze.
An der westlichen Seitenwand neben dem Altar befindet sich eine zweimanualige Orgel der Firma Friedrich Weißenborn aus Braunschweig von 1970, die für gottesdienstliche und konzertante Nutzung gleichermaßen gut geeignet ist. Sie wurde im Jahr 1982 von der Warschauer Orgelbaufirma Gebrüder Kaminski umgebaut, auf 22 Register erweitert und besser bespielbar gemacht. 2008 wurde die letzte Generalüberholung vorgenommen.
Weiteren Wandschmuck bilden ein Relief Evangelium nach Johannes (eine private Leihgabe) sowie fünf quadratische Wandteppiche (Antependien) mit den Symbolen und Farben des Kirchenjahres: (grün) Weinstock und Reben oder Gemeindesymbol, (weiß) Heiliger Geist als weiße Taube, (schwarz) Kreuz, (lila) Kelch und Oblate.
Die Gestaltung der Glasfassade des Kirchenraums stammt von der Künstlerin Anna Pauli, Köln, in Kooperation mit Mauritius Pauli, Berlin. Die abschließende Montage erfolgte 2013. Mit dieser konstruktiven Änderung wurde das extrem starke Gegenlicht zurückgedämmt bei gleichzeitiger Erhaltung der für den Kirchenraum typischen Transparenz. Die Gestaltung verbindet die strenge Linienstruktur der Holzreliefs der Wandverkleidung im Innenraum mit der organischen Charakteristik der Parklandschaft im Außenraum.

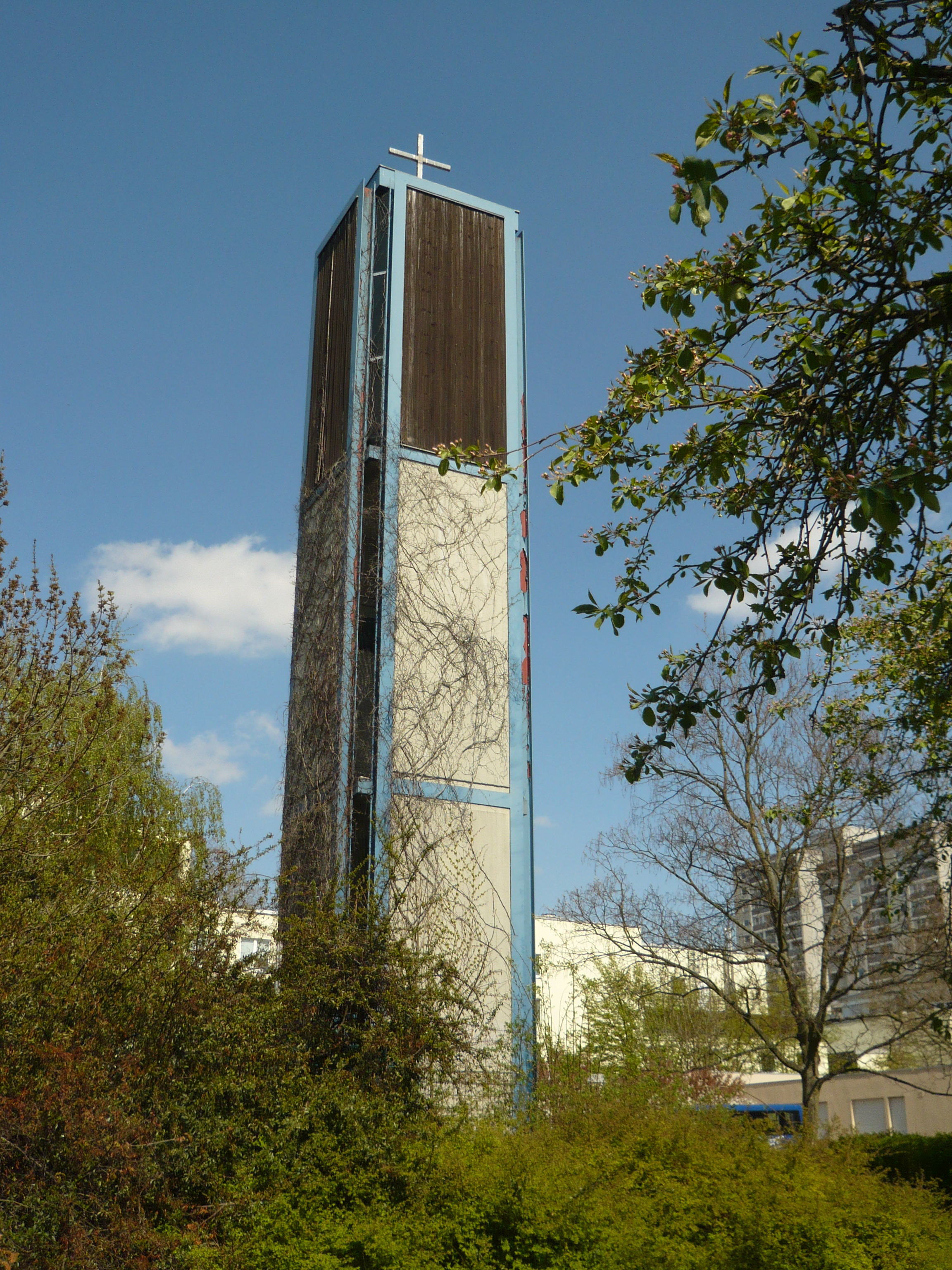
Glockenturm

### Turm
Der Glockenturm ist circa 15 Meter hoch, auf dem Flachdach erhebt sich ein vier Meter hohes Kreuz aus Edelstahl. In seinem Inneren befinden sich drei Bronzeglocken, die die Namen „Ruf“, „Sammlung“ und „Sendung“ tragen.
Die Fassade des obersten Turmsegments wird von senkrecht angeordneten Hölzern gebildet, die dem Geläut eine gute Resonanz verleihen. Für das Läuten der Glocken über die Tageszeiten (9, 12 und 18 Uhr) hinaus hat die Gemeinde eine Läuteordnung entwickelt.

### Gemeindehaus
Das von Karl Otto ebenfalls im schnörkellosen Stil errichtete eingeschossige Haus besitzt verschiedene Räume unterschiedlicher Größe, die durch die Grundrissgliederung zu erkennen sind. Die Räume bilden die Grundlage für die weiter unten dargestellten vielfältigen Aktivitäten der Gemeinde. In den 1980er Jahren erfolgten einige Renovierungsarbeiten in diesem Gebäude, unter anderem wurde neues Parkett verlegt und mit einem Spezialbelag dauerhaft versiegelt. Im Jahr 2009 erhielt das Gemeindehaus neue Fenster und eine energiesanierte Fassade. Die Außengrundmaße des Hauses betragen 75 Meter in der Länge und 21 Meter in der Breite. Im Eingangsbereich befinden sich ein bemaltes textiles Wandbild (Geschenk der Partnergemeinde in Soweto/Südafrika), mehrere Spruchbänder mit Bildern und Zitaten von Martin Luther King und die Skizze eines von der Gemeinde allerdings nicht umgesetzten Wandbildes der biblischen Szene des barmherzigen Samariters.

### Sozialbau und Kitas
Im nordwestlichen Teil des Gebäudes befanden sich eine großzügige Hausmeisterwohnung mit Garagen, zwei Pfarrdienstwohnungen und das als Schwesternstation errichtete Gebäude, das früher mit roten Fassadenelementen abgesetzt war, heute aber lediglich mit einem Windfang ausgestattet ist. Die Schwestern – zuerst eine, ab 1970 eine zweite und ab 1983 eine dritte – pflegten Kranke und Bedürftige zu Hause oder in den Behandlungsräumen im Gebäude. Ab 1985 wurden staatliche Sozialstationen eingerichtet, zu denen die Schwestern nun organisatorisch gehörten. Bald schlossen sich alle kirchlichen Sozialstationen der Gropiusstadt zu einer Diakoniestation zusammen, die von einem Pfarrer geleitet wurde. Inzwischen trägt diese diakonische Arbeit das gegründete Diakoniewerk Simeon mit mehr als 1300 Mitarbeitenden. Die Diakoniestation Britz-Buckow-Rudow bezog nach einem Umbau die Rüme von Kirchenpavillon, Hausmeisterwohnung und Schwesternstation. Dieser Komplex ist ein bauliches Bindeglied zwischen dem Dienstgebäude und der an der Südseite angebauten Kindertagesstätte (Kita) Martin Luther King (Martin-Luther-King-Weg 7). Außerdem gehört die fußläufig erreichbare Kita „Coretta King“ (Bohm-Schuch-Weg 9) zur Gemeinde. Die Kitas stehen Kindern aller Bewohner der Gropiusstadt egal welcher Herkunft oder Religion offen. Die miteinander verbundenen Gebäude besitzen folgende (grobe) Seitenlängen: Sozialgebäude 19,5 m × 28 m, Kita 29,5 m × 33 m.

## Nutzung des Kirchenkomplexes und Gemeindeleben

### Kulturelles
- Die Kirchenmusik spielt in der Gemeinde eine wichtige Rolle und manifestiert sich in vielfältigen Projekten und Konzerten. Am Gemeindestandort Martin Luther King ist sie neben der Seniorenarbeit und der Kooperation mit der Diakonie erklärter Arbeitsschwerpunkt. Im Spektrum der Kirchenmusik sind besonders Blockflötengruppen für Kinder und Erwachsene, der seit 1985 existierende Posaunenchor, der CantemusChor Berlin, das Orchester Concertino Neukölln und der regionale Kirchenchor zu nennen. Die musikalische Leitung liegt in den Händen des Kantors René Schütz (Stand 2012).
- In der Martin-Luther-King-Kirche findet regelmäßig die Konzertreihe GropiusSoirée statt, sie ist Teil des zentralen Veranstaltungsprogramms Musik in Kirchen.[4]
- Die Kirchengemeinde lädt die 1971 gegründete Trinitatis-Theatergruppe regelmäßig im Oktober zu Aufführungen mit verschiedenen Programmen ein.[5]
- Bis Herbst 2009 gab es im Gemeindehaus die Bücherei Lesezeichen, die anschließend in die Nachbargemeinde Gropiusstadt-Süd umgezogen ist. Inzwischen (Stand im Jahr 2016) beschränkt sich das Angebot der Bücherei auf Gruppenangebote für umliegende Kindertagesstätten. Ziel ist es, bei Kindern Interesse am Lesen zu wecken.
- Im Jahr 2010 hat eine Trödelstube ihre Arbeit in zwei Gemeinderäumen aufgenommen, durch die Mittellose zahlreiche Sachspenden erhalten können.
- Mit einem ökumenischen Pfingstfest, Sommerfesten, einem Internationalen Abend, einem Basar oder Advent- und Weihnachtsfeiern wird ein reges und abwechslungsreiches Gemeindeleben gestaltet, das seine positive Wirkung vor allem dem Engagement zahlreicher ehrenamtlicher Gemeindemitglieder verdankt. Auch Kunstausstellungen finden im Gemeindehaus statt wie im Jahr 2005 Zauber der Natur des Malers und Bildhauers Wolf U. Friedrich[6] oder 2006 Biblische und religiöse Motive von Iris Hillmeister-Becker.[7]
- Besonderer Höhepunkt in der interkulturellen Arbeit der Gemeinde ist das Fest Küchen der Welt. Menschen aller Nationen, die in der Gropiusstadt zusammen leben, haben Gelegenheit, ihre jeweiligen landestypischen Gerichte vorzustellen und sich dadurch auf besonders verbindliche Weise näher zu kommen. Ins Leben gerufen von den kirchlichen Sozialarbeitern der Gemeinden in der Gropiusstadt, ist dieses gemeinsam mit den Stadtteilmüttern vorbereitete und durchgeführte Fest ein Beitrag zur Verständigung in einem Bezirk, der Menschen aus über 50 Nationen beherbergt.

### Gemeindeleben
Der Leitgedanke „Kirche für andere – Kirche mit anderen“ ist lebendig. Er drückt den Versuch aus, niemanden auszuschließen, der sich beteiligen möchte. Die Grundidee der Gemeinden heißt: „Miteinander Kirche bauen und gestalten“. Dies gestaltet sich im christlichen Miteinander des Gemeindelebens in zahlreichen Gesprächskreisen, in der Arbeit mit Kindern, Jugendlichen und Senioren, bei Angeboten für Frauen sowie bei gemeinsamen Ausflügen an Orte der Umgebung oder in größerer Ferne. Kontakte mit ausländischen Kircheneinrichtungen spielten frühzeitig eine Rolle.
Ab den späten 1970er Jahren erfolgte eine intensive Zusammenarbeit mit polnischen Kirchengemeinden. Berliner Jugendliche beteiligten sich in der Aktion Sühnezeichen Friedensdienste beispielsweise an Arbeiten zum Bau und Erhalt der Gedenkstätte des KZ Stutthof bei Danzig. Die durch die Solidarność-Bewegung initiierten Demokratiebestrebungen in Polen wurden mit Hilfslieferungen unterstützt. In Kooperation mit dem Evangelischen Bildungswerk, der Evangelischen Akademie und der Gesellschaft für Deutsch-Sowjetische Freundschaft wurden sowohl Kontakte zu Einrichtungen in der damaligen Sowjetunion als auch zu Vertretern der Russisch-Orthodoxen Kirche in Berlin geknüpft. Die Explosion des Atomreaktors von Tschernobyl und deren verheerende Wirkungen auf die Menschen der Region waren wiederum Anlass zum Aufbau von Beziehungen mit der Ukraine.
Zusammen mit den weiteren Gemeinden des Ortsgebietes (St. Dominicus und Dreieinigkeit) beteiligte sich die MLKG an dem von der Konferenz Europäischer Kirchen (KEK) und der Kommission der Kirchen für Migranten in Europa (CCME) ausgerufenen „Jahr der Europäischen Kirchen zu Migration 2010“.
Im Rahmen einer Partnerschaft zu afrikanischen Kirchengemeinden werden in der MLKK auch regelmäßig ausländische Gottesdienste beispielsweise der Äthiopisch-Orthodoxen Tewahedo-Kirche abgehalten.